# MNK Izola
El MNK Izola es un equipo de fútbol de Eslovenia que juega en la 3. SNL, la tercera liga de fútbol más importante del país.

## Historia
Fue fundado en el año 1996 en la localidad de Izola tras la desaparición de NK Izola, el cual desapareció tras finalizar la temporada 1995/96 de la Prva SNL por problemas financieros.
Legalmente el MNK Izola no es considerado el sucesor del NK Izola, por lo que sus récords y logros se consideran por separado por parte de la Federación de Fútbol de Eslovenia.

## Palmarés
- 3. SNL: 1

2001/02